# Kloster Sever
Das Kloster Sever (São Tiago de Sever) ist eine ehemalige Zisterzienserabtei am Fluss Varosa in der Gemeinde Sever do Vouga im Distrikt Aveiro in Portugal.

## Geschichte
Das Kloster soll 1135 vom Abt des damals noch benediktinischen Klosters Tarouca, João Cirita, auf altem Klostergrund (ein früheres Kloster war 1095 zugrunde gegangen) wiedererrichtet worden sein  und sich mit Tarouca dem Zisterzienserorden angeschlossen haben. Damit dürfte es der Filiation der Primarabtei Clairvaux angehört haben. Das Kloster bestand jedenfalls noch im Jahr 1340. Mit den übrigen portugiesischen Zisterzienserklöstern dürfte es, sofern es nicht bereits früher untergegangen ist, spätestens 1834 der Auflösung verfallen sein.

## Bauten und Anlage
Näheres ist nicht zu ermitteln.